# Giselle Ansley
Giselle Ansley (née le 31 mars 1992 à Kingsbridge (Angleterre)) est une joueuse de hockey sur gazon britannique, membre de l'équipe de Grande-Bretagne de hockey sur gazon féminin. 
Avec la Grande-Bretagne, elle est sacrée championne olympique en 2016 à Rio de Janeiro.